# Georg Milbradt
Georg Hermann Milbradt, né le 23 février 1945 à Eslohe, est un homme politique allemand membre de l'Union chrétienne-démocrate d'Allemagne (CDU).
Diplômé en économie de l'université de Münster, il entreprend une carrière chercheur puis enseignant-chercheur dans ce domaine dès 1970. Entre 1975 et 1990, il exerce un mandat municipal à Münster, ville dont il sera adjoint au maire aux Finances.
Après la reconstitution du Land de Saxe, il en devient ministre des Finances sous l'autorité de Kurt Biedenkopf. Il est remercié du gouvernement en 2001 mais se fait investir ministre-président l'année d'après. En 2004, il est contraint de former une coalition avec les sociaux-démocrates après que la CDU a perdu sa majorité absolue au Landtag.
Il remet sa démission en 2008 à la suite d'un scandale bancaire et quitte la vie politique en 2009.

## Biographie

### Jeunesse
Issu d'une famille originaire de Posnan, il passe son baccalauréat en 1964 à Dortmund. Il s'inscrit ensuite à l'université de Münster où il étudie les sciences économiques, le droit et les mathématiques. Il obtient un diplôme d'économiste en 1968 et devient deux ans plus tard associé de recherche à l'Institut des sciences financières de l'université. Il atteint par la suite le grade d'assistant.

### Carrière
En 1973, il soutient avec succès sa thèse de doctorat. Parallèlement, il s'engage en politique et adhère à la CDU. Il est élu deux ans après conseiller municipal de Münster.
Il est nommé professeur des universités de sciences financières et économiques de l'université Johannes Gutenberg de Mayence en 1980, après avoir obtenu son habilitation à diriger des recherches. Il est choisi en 1983 pour exercer le poste d'adjoint au maire délégué aux Finances de Münster, une fonction qu'il exerce pendant sept ans. En 1985, il devient professeur des universités à la faculté de sciences économiques de l'université de la ville.

### Ministre des Finances de Saxe
Le 8 novembre 1990, Georg Milbradt est nommé à 45 ans ministre des Finances du Land de Saxe reconstitué dans le premier cabinet majoritaire du ministre-président chrétien-démocrate Kurt Biedenkopf. Au cours des élections législatives régionales du 11 septembre 1994, il postule dans la 53e circonscription et se fait élire député au Landtag avec 55,5 % des suffrages exprimés. Il est ensuite reconduit dans ses fonctions gouvernementales pour un mandat de cinq ans. Il rejoint en parallèle le comité directeur de l'Union chrétienne-démocrate du Land.
Il est réélu parlementaire avec 61,7 % des voix en 1999, année où il est élu vice-président de la CDU de Saxe sous l'autorité de Fritz Hähle, qui préside également le groupe parlementaire. Il est une nouvelle fois confirmé dans son rôle ministériel par Biedenkopf.
Le 30 janvier 2001, après qu'il a posé ouvertement la question de la succession du ministre-président, il est débarqué du cabinet où il siège alors depuis plus de dix ans. Quelques semaines plus tard, il se fait pourtant élire président régional du parti contre le candidat soutenu par le chef de l'exécutif du Land.

### Ministre-président
Biedenkopf annonce finalement son prochain retrait le 16 janvier 2002. Le 18 avril suivant, Georg Milbradt est investi à 57 ans ministre-président de Saxe par le Landtag.
Lors des élections législatives régionales du 19 septembre 2004, la CDU subit un important recul. Elle perd en effet 15,8 points, 21 députés et la majorité absolue dont elle disposait depuis 1990. Pour la première fois, elle échoue à réaliser le « grand chelem » dans les 60 circonscriptions uninominales. Lui-même est réélu avec 54,5 % des suffrages, son plus mauvais résultat en trois scrutins.
Une hypothétique « coalition noire-jaune » avec les libéraux ne recueille que 62 des 124 sièges du Landtag. Il est donc contraint de former une « grande coalition » avec le Parti social-démocrate d'Allemagne (SPD). Lors de son investiture le 10 novembre, il doit attendre le second tour de scrutin pour être réélu alors qu'il dispose d'une majorité absolue de 68 mandats.
À l'été 2007, la banque publique Sachsen LB doit être placée en redressement judiciaire à la suite d'importantes pertes causées indirectement par la crise des subprimes. Il se trouve alors vertement critiqué car il a exercé la tutelle de l'établissement comme ministre des Finances et qu'il avait contracté plusieurs emprunts auprès d'elle.
Il annonce le 14 avril 2008 sa volonté de démissionner et se voit remplacé par son ministre des Finances Stanislaw Tillich le 28 mai.

### Retraite
Il continue d'exercer son mandat de député jusqu'aux élections du 30 août 2009, auxquelles il ne se représente pas. Retiré de la vie politique, il enseigne de nouveau les sciences économiques, ainsi que la politique financière, à l'université technologique de Dresde depuis décembre 2009.

### Vie privée
Il est marié avec Angelika Meethe-Milbradt, père de deux enfants et de confession catholique.